# Shaft (Album)
Shaft ist ein 1971 erschienenes Soundtrack-Album des US-amerikanischen Soul-Musikers und Komponisten Isaac Hayes. Mit diesem Album gelang ihm der weltweite Durchbruch. Mit der Filmmusik zum gleichnamigen Blaxploitation-Filmklassiker Shaft (1971) gewann er mehrere Auszeichnungen:
- 1972: Oscar – Bester Filmsong für Theme from Shaft, nominiert in der Kategorie Beste Filmmusik
- 1972: Golden Globe – Beste Filmmusik, nominiert in der Kategorie Bester Filmsong (Theme from Shaft)
- 1972: Grammy Award – Beste Originalmusik – Film und Bestes Instrumentalarrangement (Theme from Shaft)

Das Album gehört zu den 1001 Albums You Must Hear Before You Die und der Titelsong wurde 2013 in die National Recording Registry aufgenommen.
Außerdem war das Album so erfolgreich, dass es den Gold-Status erreichte. Isaac Hayes war der erste afroamerikanische Künstler, dem das gelang.

## Titel
Alle Songs stammen aus der Feder von Isaac Hayes.
1. Theme from Shaft (Vocal Version) – 4:39
2. Bumpy’s Lament – 1:51
3. Walk from Regio’s – 2:24
4. Ellie’s Love Theme – 3:18
5. Shaft’s Cab Ride – 1:10
6. Cafe Regio’s – 6:10
7. Early Sunday Morning – 3:49
8. Be Yourself – 4:30
9. A Friend’s Place – 3:24
10. Soulsville (Vocal Version) – 3:48
11. No Name Bar – 6:11
12. Bumpy’s Blues – 4:04
13. Shaft Strikes Again – 3:04
14. Do Your Thing (Vocal Version) – 19:30
15. The End Theme – 1:56